# Natalija Użwij
Natalija Mychajliwna Użwij (ukr. Наталія Михайлівна Ужвій, ur. 27 sierpnia?/8 września 1898 w Lubomlu, zm. 22 lipca 1986 w Kijowie) – ukraińska aktorka teatralna i filmowa.

## Życiorys
Urodziła się w rodzinie ukraińskiego kolejarza. W 1914 eksternistycznie zdała egzamin na wiejską nauczycielkę i została nauczycielką, od 1918 występowała w spektaklach w Lubomlu. W 1923 ukończyła studium teatralne przy Pierwszym Państwowym Teatrze Dramatycznym Ukraińskiej SRR im. Tarasa Szewczenki w Kijowie i została aktorką tego teatru, później grała też w teatrach „Dierż Drama” w Odessie i „Berezil” w Charkowie, w 1926 po raz pierwszy zagrała w filmie. Od 1936 do końca życia była wiodącą aktorką w Ukraińskim Teatrze Dramatycznym im. Iwana Franki w Kijowie. Wyróżniała się realistycznym, dogłębnym ukazywaniem psychologii bohaterek, przepełnionych głębokimi uczuciami i myślami. Od 1954 przez ponad 20 lat była przewodniczącą Ukraińskiego Oddziału Towarzystwa Teatralnego. Zagrała 212 ról teatralnych, w tym Raniewską w Wiśniowym sadzie Czechowa, Beatrycze w Wiele hałasu o nic Szekspira, Lubow Jarową w Lubow Jarowaja Trieniowa i Natalję Kowszik w Kalinowym gaju Kornijczuka. Jej imieniem nazwano Dom Weteranów Sceny pod Kijowem i ulicę w Charkowie.

## Odznaczenia i nagrody
- Medal Sierp i Młot Bohatera Pracy Socjalistycznej (24 października 1973)
- Order Lenina (czterokrotnie, 14 stycznia 1944, 24 listopada 1960, 18 października 1968 i 24 października 1973)
- Order Czerwonego Sztandaru Pracy (czterokrotnie, w tym 1 lutego 1939 i 23 stycznia 1948)
- Order Przyjaźni Narodów (7 września 1978)
- Order „Znak Honoru” (25 maja 1940)
- Nagroda Stalinowska (trzykrotnie, 1946, 1949 i 1951)
- Nagroda Państwowa Ukraińskiej SRR (1984)

I medale.